# Портрет Александра Ивановича Цвиленева
«Портрет Александра Ивановича Цвиленева» — картина Джорджа Доу и его мастерской из Военной галереи Зимнего дворца.
Картина представляет собой погрудный портрет генерал-лейтенанта Александра Ивановича Цвиленева из состава Военной галереи Зимнего дворца.
Во время Отечественной войны 1812 года генерал-майор Цвиленев командовал 2-й бригадой 1-й гренадерской дивизии, в Бородинском сражении был контужен. Далее он отличился в сражениях под Малоярославцем и при Красном. Во время Заграничных походов 1813 и 1814 годов сражался в Саксонии и Силезии, в сражении под Лютценом сменил во главе дивизии раненого командира П. П. Коновницына, в Кульмском бою сам был тяжело ранен. Во время кампании Ста дней вновь совершил поход во Францию и за отличие был произведён в генерал-лейтенанты.
Изображён в генеральском вицмундире, введённом для пехотных генералов 7 мая 1817 года, в руках генеральская шляпа. Слева на груди звезда ордена Св. Анны 1-й степени; на шее кресты ордена Св. Георгия 3-го класса и прусского ордена Красного орла 2-й степени; по борту мундира крест ордена Св. Владимира 2-й степени; справа серебряная медаль «В память Отечественной войны 1812 года» на Андреевской ленте, бронзовая дворянская медаль «В память Отечественной войны 1812 года» на Владимирской ленте, звезда ордена Св. Владимира 2-й степени и шитая звезда ордена Св. Иоанна Иерусалимского. С тыльной стороны картины надпись: Zvelenieff. Подпись на раме с ошибкой в чине: А. И. Цвиленевъ, Генералъ Маiоръ (должен быть указан генерал-лейтенант).
7 августа 1820 года Комитетом Главного штаба по аттестации Цвиленев был включён в список «генералов, заслуживающих быть написанными в галерею» и 6 ноября 1821 года император Александр I приказал написать его портрет. 21 ноября того же года Цвиленеву из Инспекторского департамента Военного министерства было направлено письмо: «портрет его Высочайше повелено написать живописцу Дове, посему если изволит прибыть в Санкт-Петербург, то не оставить иметь с Дове свидание». В это время Цвиленев состоял по армии без должности и постоянно проживал в Москве; известно, что в середине января 1822 года он приезжал в столицу и встретился с Доу. Гонорар Доу был выплачен 24 февраля 1822 года. Портрет принят в Эрмитаж 7 сентября 1825 года.
В 1840-х годах в мастерской И. П. Песоцкого по рисунку И. А. Клюквина с галерейного портрета была сделана литография, опубликованная в книге «Император Александр I и его сподвижники» и впоследствии неоднократно репродуцированная.